# Kosáryné Réz Lola
Kosáryné Réz Lola, teljes nevén Kosáry Jánosné Réz Eleonóra Mária Anna (Selmecbánya, 1892. december 7. – Budapest, 1984. december 27.) magyar író, műfordító.

## Életrajza
Ferenc-aknán, Selmec egyik bányatelepén, régi felvidéki család sarjaként született. Édesapja Réz (Richter) Géza bányamérnök, főiskolai tanár, 1918-19-ben a Bányászati és Erdészeti Akadémia rektora. Második gyermekként érkezett, az első gyerek halála után. Idővel hatan voltak testvérek (az első gyermeket nem számítva). Gyermekkorában családjával sokat költözött, Körmöcbánya, Szélakna, Hodrus, Budapest voltak állomáshelyeik. Végül Selmecbányára került, ismét itt járt gimnáziumba, és férjhez is itt ment 1912-ben. Selmecbányán születtek meg gyermekei, 1913-ban fia, Kosáry Domokos a későbbi történész, és egy leánygyermek. Az első világháború után Selmecbánya Csehszlovákiához került, amelyet 1919-ben elhagytak, s kezdetben családjával Sopronba került, majd Budapestre.
Első verseit hétévesen írta, szellemi mentorának tartott nagyapja biztatására. Tizenöt évesen felvidéki lapoknál jelentek meg írásai, majd pályázatokon nyert, s felfigyeltek írói talentumára. Kezdetben megjelent versei háborúellenes hangvételűek voltak. Írói munkásságának első jelentősebb állomását egy kis cselédlány tragikus története jelenti, a Filomena című regénye, amely 1920-ban elnyerte az Athenaeum pályadíját. Ez volt a kiadó első regénypályázata, s a pályázat nyertese, Kosáryné Réz Lola az ismert írónők sorába emelkedett. A két háború közötti időszak egyik kedvelt írónője lett. Művei nagy példányszámban fogytak. Füst Milán a Nyugatban méltatta Ulrik inas című regényét. 1921 és 1944 között 38 ifjúsági regénye jelent meg.

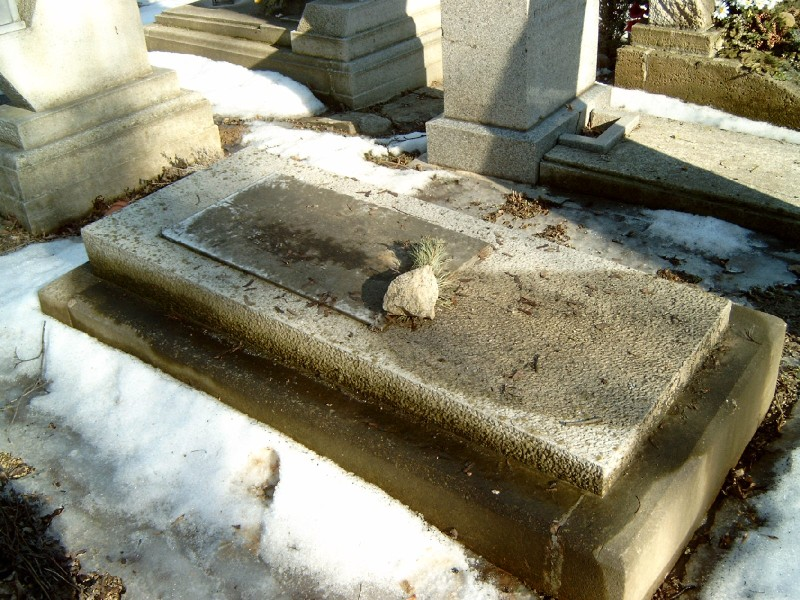
Kosáryné Réz Lola sírja Budapesten. Farkasréti temető: 6/9-1-155.

Dolgozott az Új Idők munkatársaként, majd a Magyar Lányok című lapot szerkesztette. Németből, franciából, angolból fordított regényeket, többek között Agatha Christie, Pearl Buck regényeit, és Margaret Mitchell Elfújta a szél című regényét is.
Könyveit jelenleg a pomázi Kráter Műhely Egyesület adja ki újra.

## Főbb művei

### Regények
- Filomena (1920)
- Álom (1921)
- Ulrik inas (1921)
- Pityu (1923)
- A pápaszem (1925)
- A vén diák (1927)
- Péter (1928)
- Porszem a napsugárban (1930)
- Koldusok (1931)
- Egy hordó bor (1931)
- Selmeci diákok (1933, eredeti címén: Hamupipőke),[3] Kosáryné Réz Lola: Hamumipőke. Singer és Wolfner Irodalmi Intézet R.-T. (Budapest), de megjelent részletekben a Magyar Lányok hasábjain is.[4] Később megváltoztatta a címét.
- A föld ködében (1940)
- Aranykapu (1942)
- Asszonybeszéd (1942) Online elérés
- Morzsáék (1942)
- Perceg a szú (1943)
- Vaskalitka (1946)
- Por és hamu (1947)

### Elbeszélések

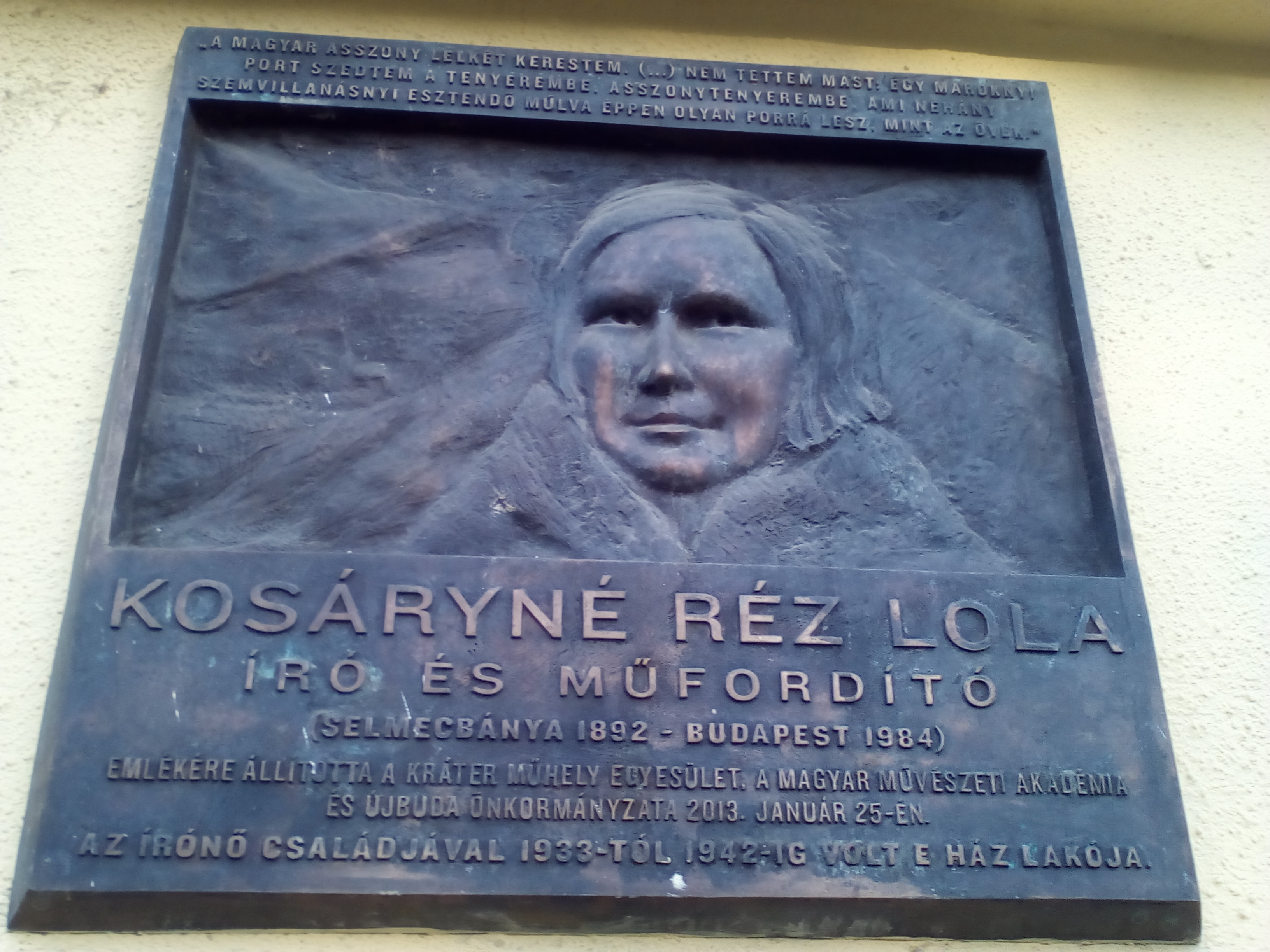
Emléktáblája egykori lakhelyén (XI. ker., Fadrusz utca 2)

- Lelkek és arcok (1935)

### Műfordításai
- Frank Swinnerton: Az élet komédiája (regény), Singer és Wolfner Irodalmi Intézet, Budapest, 1939; eredeti angol cím: Harvest Comedy